# Hilfe
Hilfe im Sinne tätiger Hilfsbereitschaft ist ein Teil der Kooperation in den zwischenmenschlichen Beziehungen. Sie dient dazu, einen erkannten Mangel zu beseitigen oder eine änderungswürdige Situation oder Notlage zu verbessern. Der Hilfe geht entweder eine Bitte des Hilfebedürftigen oder eine von ihm unabhängige Entscheidung durch Hilfsbereite voraus.
Die Feststellung über das Ausmaß der Hilfebedürftigkeit und der geeigneten Hilfsmittel kann zwischen den betroffenen Parteien kaum bis stark differieren. Dabei kann die Situation sowohl über- als auch unterschätzt werden. Ursachen sind meistens in der Kompetenz des Helfenden, aber auch in der Urteilskraft des Hilfebedürftigen zu suchen. So kann etwa die Urteilskraft eines schwer kranken Menschen ebenso stark geschwächt sein wie sein Allgemeinzustand. Im Gegenzug kann der Helfende der Situation nicht oder nicht ausreichend gewachsen sein.
Hieraus wird deutlich, dass ein „Anspruch auf Hilfe“, wie er in den meisten Gesellschaften als ein selbstverständliches „ungeschriebenes Gesetz“ betrachtet wird, nicht gleichbedeutend mit „Anspruch auf Besserung“ ist. Schließlich gibt es zu viele subjektive Störfaktoren, die einer effektiven Hilfe im Wege stehen können. In den traditionellen und erfahrenen helfenden Berufen (Heilberufe, Gesundheitsberufe) hat sich daher die „Hilfe zur Selbsthilfe“ als ein effektives und realistisches Konzept durchgesetzt.

## Ethische, moralische und religiöse Grundlagen
Viele Menschen betrachten Hilfe nicht nur als natürliche, wertethische Pflicht, sondern auch als eine aus ihrem Glauben folgende Aufgabe. Hier folgt das Gewissen eher einer gesellschaftsunabhängigen Instanz. Nicht wenige Hilfsangebote werden von religiösen Institutionen oder besonderen weltanschaulichen Splittergruppen getragen. Einige von ihnen verbieten ihren Anhängern aber gesellschaftlich vereinbarte und tradierte Hilfsangebote.

## Hilfe als systemerhaltender Faktor
Hilfe ist in der Arbeits- und Lebenswelt besonders dann eine gewollte Kooperation, wenn sie das Fortbestehen eines Systems fördert. Diese als Symbiose bekannte Kooperation (Koexistenz) gleicht durch Wechselwirkung einen „allein nicht überwindbaren“ Mangel aus, ohne dabei direkt Bedingungen an dieses Handeln zu knüpfen. Hier besteht eine unmittelbare Abhängigkeit, die man als „Hilfe zum Selbsterhalt“ bezeichnen kann, denn sie entspringt weder einer Konvention noch einem Gewissen. Allerdings ist auch hier die gegenseitige Hilfe keine Garantie zum Fortbestand. Sowohl veränderte äußere Umstände als auch immanente Wandlungen können das System zwingen, sich aufzulösen.
Bei mehreren Systemen untereinander wird diese Problematik etwas entschärft. Es liegt in der Natur der Systeme, dass sie benötigte Hilfsmittel (Aktivitäten, Ressourcen, Energie usw.) bereitstellt. Das helfende System transferiert also in das betroffene System. Daraus folgt, dass im Hilfe-System ein Ausgleich geschaffen werden muss für die abgegebenen Leistungen. Sonst würde sich dieses durch weitere derartige Kooperation aufzehren. Damit ist diese besondere (unbalancierte) Situation auch für das Hilfe-System belastend. Unter Umständen bedarf es sogar in der Folge selbst der Hilfe (siehe auch: Helfersyndrom). Je nach dem Grad der Notsituation ist somit eine daran ausgerichtete Vernetzung oder Verkettung von vielen sich jeweils sichernden und ergänzenden Hilfestellen notwendig. Umgekehrt kann man jedes (vernetzte) System auch als sich in gegenseitiger Hilfe befindliche Instanzen sehen, die das Fortbestehen des Ganzen garantieren.

## Arten und Formen der Hilfe
Mit Art ist gemeint, welchen Zweck die Hilfe verfolgt. Die Form (in Klammern) sagt aus, wer oder was die Hilfe leistet, oder woraus sie besteht. Die häufigsten Formen sind Geld, Nahrung und Kleidung; diese werden nicht extra erwähnt.
- Vorsorgende Hilfe: Durch die Vorsorge soll das Eintreten einer Mangelsituation verhindert werden (etwa Versicherung, gesunde Ernährung, Sport und Bewegung, gesunde Gedanken oder Früherkennungsuntersuchung)
- Nachsorgende Hilfe: Durch regelmäßige Nachsorge soll die Wirksamkeit der Hilfe gewährleistet und ein Rückfall weitestgehend vermieden werden (etwa Rehabilitation oder Nachhilfeunterricht)
- Soforthilfe: Durch sie wird eine erkannte Notsituation vorübergehend gemildert, die folgende Hilfe wird meistens von anderen übernommen (etwa Erste Hilfe oder Spende)
- Humanitäre Hilfe